# Rickarum
Rickarum är en småort i Äsphults distrikt i Kristianstads kommun i Skåne län.
Rickarum ligger vid Linderödsåsens fot och en bit utanför byn slingrar sig Vramsån fram.

## Historia
Namnet har hittats första gången 1529, Röckerum, och kommer av namnet Ricke som är smekform av Rikulv eller något annat namn som börjar på Rik. Ändelsen -rum betyder "öppen plats". 

### Befolkningsutveckling
| Befolkningsutvecklingen i Rickarum 1990–2015 | Befolkningsutvecklingen i Rickarum 1990–2015 | Befolkningsutvecklingen i Rickarum 1990–2015 | Befolkningsutvecklingen i Rickarum 1990–2015 | Befolkningsutvecklingen i Rickarum 1990–2015 |
| -------------------------------------------- | -------------------------------------------- | -------------------------------------------- | -------------------------------------------- | -------------------------------------------- |
|                                              |                                              |                                              |                                              |                                              |
| År                                           |                                              |                                              | Folkmängd                                    | Areal (ha)                                   |
| 1990                                         | 1990                                         |                                              | 74                                           | 20#                                          |
| 1995                                         | 1995                                         |                                              | 76                                           | 20#                                          |
| 2000                                         | 2000                                         |                                              | 73                                           | 21#                                          |
| 2005                                         | 2005                                         |                                              | 84                                           | 21#                                          |
| 2010                                         | 2010                                         |                                              | 91                                           | 21#                                          |
| 2015                                         | 2015                                         |                                              | 85                                           | 30#                                          |
| Anm.: # Som småort.                          |                                              |                                              |                                              |                                              |

## Samhället
I byn finns skola, lanthandel och bilverkstad. Missionskyrkan ligger också i byn. Byn har också en byateater, vilken har sina uppsättningar i Djurröd.
I januari 2012 startas en friförskola upp i byn. 